# Martin Kližan
Martin Kližan (Bratislava, 11 juli 1989) is een Slowaaks tennisser. Hij heeft zes ATP-toernooien in het enkelspel en vier ATP-toernooien in het dubbelspel op zijn naam staan, en deed mee aan enkele grand slams. Ook heeft hij zeven challengers op het enkelspel en vier challengers op het dubbelspel op zijn naam staan.

## Carrière

### Jaarverslagen

#### 2007
Hij bereikte ITF Future finale in Roemenië (verloor van Niels Desein). Gefaald om zich te kwalificeren voor Roland Garros en ATP Los Angeles. Hij maakte zijn ATP-debuut in ATP Washington, waar hij Konstantinos Economidis versloeg, maar verloor in de 2de ronde van Gaël Monfils.

#### 2008
Hij bereikte ITF Future finale in Kroatië (verloor van Franko Škugor).Hij eindigde dat jaar als wereld No. 606.

#### 2009
Won twee Back-to-back ITF finales (allebei in augustus, in Slowakije van Jiri Skoloudik en in Italië van Philipp Oswald). Stond ook twee keer in een finale, allebei in Kazachstan. De 1ste verloor hij van Alexey Kedryuk, en de 2de verloor hij van Marek Semjan. Eindigde het jaar als No. 234 van de wereld.

#### 2010
Won zijn eerste ATP Challenger Tour in Bratislava, Slowakije van Stefan Koubek in november. Hij won ook twee ITF Futures finales in Marokko (versloeg Alberto Brizzi) en Koeweit (versloeg Mikhail Vasiliev). Kon zich niet kwalificeren voor Australian Open, ATP München, Roland Garros en ATP Umag. Hij kon zich wel kwalificeren voor het ATP-toernooi van Casablanca, waar hij de eerste ronde won van Oleksandr Dolgopolov, maar de tweede ronde verloor van Stanislas Wawrinka. Hij maakte zijn grandslamdebuut als een gekwalificeerde speler op de US Open, waar hij de eerste ronde verloor van Juan Carlos Ferrero.

#### 2011
Gekwalificeerd voor het ATP-toernooi van Belgrado, maar verloor daar in de eerste ronde van Fernando González. Heeft zich niet kunnen kwalificeren voor Wimbledon. Won één ATP Challenger Tour finale in Genua (won van Leonardo Mayer. Hij verloor twee keer een ATP Challenger Tour finale, eerste keer in Rome (verloor van Thomas Schoorel), en een tweede keer in San Marino (verloor van Potito Starace. Gekwalificeerd voor de ATP Challenger Tour Finals in São Paulo in november. Voor het eerst in de Top 100, op No. 86 (12 september).

## Palmares
| Legenda                       | Legenda               |
| ----------------------------- | --------------------- |
| Grand Slam                    |                       |
| Olympische Spelen             |                       |
| tot 2009                      | vanaf 2009            |
| Tennis Masters Cup            | ATP Finals            |
| ATP Masters Series            | ATP Tour Masters 1000 |
| ATP International Series Gold | ATP Tour 500          |
| ATP International Series      | ATP Tour 250          |

### Enkelspel
| Nr.                  | Datum             | Toernooi            | Ondergrond    | Tegenstander in finale | Score            | Details       |
| -------------------- | ----------------- | ------------------- | ------------- | ---------------------- | ---------------- | ------------- |
| Gewonnen finales     |                   |                     |               |                        |                  |               |
| 1.                   | 23 september 2012 | ATP Sint-Petersburg | Hardcourt (i) | Fabio Fognini          | 6-2, 6-3         | Details       |
| 2.                   | 28 april 2014     | ATP München         | Gravel        | Fabio Fognini          | 2-6, 6-1, 6-2    | Details       |
| 3.                   | 6 april 2015      | ATP Casablanca      | Gravel        | Daniel Gimeno Traver   | 6-2, 6-2         | Details       |
| 4.                   | 14 februari 2016  | ATP Rotterdam       | Hardcourt (i) | Gaël Monfils           | 6-7(1), 6-3, 6-1 | Details       |
| 5.                   | 17 juli 2016      | ATP Hamburg         | Gravel        | Pablo Cuevas           | 6-1, 6-4         | Details       |
| 6.                   | 4 augustus 2018   | ATP Kitzbühel       | Gravel        | Denis Istomin          | 6-2, 6-2         | Details       |
| Verloren finales     |                   |                     |               |                        |                  |               |
| 1.                   | 23 september 2018 | ATP Sint-Petersburg | Hardcourt (i) | Dominic Thiem          | 3-6, 1-6         | Details       |
| Gewonnen challengers |                   |                     |               |                        |                  |               |
| 1.                   | 15 november 2010  | Bratislava          | Hardcourt (I) | Stefan Koubek          | 7-64, 6-2        | 7-64, 6-2     |
| 2.                   | 5 september 2011  | Genua               | Gravel        | Leonardo Mayer         | 6-3, 6-1         | 6-3, 6-1      |
| 3.                   | 12 maart 2012     | Rabat               | Gravel        | Filippo Volandri       | 6-2, 6-3         | 6-2, 6-3      |
| 4.                   | 19 maart 2012     | Marrakesh           | Gravel        | Adrian Ungur           | 3-6, 6-3, 6-0    | 3-6, 6-3, 6-0 |
| 5.                   | 14 mei 2012       | Bordeaux            | Gravel        | Tejmoeraz Gabasjvili   | 7-5, 6-3         | 7-5, 6-3      |
| 6.                   | 12 augustus 2012  | San Marino          | Gravel        | Simone Bolelli         | 6-3, 6-1         | 6-3, 6-1      |
| 7.                   | 4 maart 2018      | Indian Wells        | Hardcourt     | Darian King            | 6-3, 6-3         | 6-3, 6-3      |

### Dubbelspel
| Nr.                          | Datum            | Toernooi           | Ondergrond | Partner                 | Tegenstanders in finale            | Score             | Details           |
| ---------------------------- | ---------------- | ------------------ | ---------- | ----------------------- | ---------------------------------- | ----------------- | ----------------- |
| Gewonnen finales herendubbel |                  |                    |            |                         |                                    |                   |                   |
| 1.                           | 22 juli 2013     | ATP Umag (1)       | Gravel     | David Marrero           | Nicholas Monroe Simon Stadler      | 6-1, 5-7, [10-7]  | Details           |
| 2.                           | 18 mei 2014      | ATP Nice           | Gravel     | Philipp Oswald          | Rohan Bopanna Aisam-ul-Haq Qureshi | 6-2, 6-0          | Details           |
| 3.                           | 16 februari 2015 | ATP Rio de Janeiro | Gravel     | Philipp Oswald          | Pablo Andújar Oliver Marach        | 7-6(3), 6-4       | Details           |
| 4.                           | 24 juli 2016     | ATP Umag (2)       | Gravel     | David Marrero           | Nikola Mektić Antonio Šančić       | 6-4, 6-2          | Details           |
| Gewonnen challengers         |                  |                    |            |                         |                                    |                   |                   |
| 1.                           | 11 april 2011    | Rome               | Gravel     | Alessandro Motti        | Thomas Fabbiano Walter Trusendi    | 7-63, 6-4         | 7-63, 6-4         |
| 2.                           | 19 maart 2012    | Marrakesh          | Gravel     | Daniel Muñoz de la Nava | Iñigo Cervantes Federico Delbonis  | 6-3, 1-6, [12-10] | 6-3, 1-6, [12-10] |
| 3.                           | 14 mei 2012      | Bordeaux           | Gravel     | Igor Zelenay            | Olivier Charroin Jonathan Marray   | 7-65, 4-6, [10-4] | 7-65, 4-6, [10-4] |
| 4.                           | 1 oktober 2017   | Rome               | Gravel     | Jozef Kovalík           | Sander Gillé Joran Vliegen         | 6-3, 7-6(5)       | 6-3, 7-6(5)       |

## Prestatietabellen
| Legenda | Legenda                          |
| ------- | -------------------------------- |
| g.t.    | geen toernooi gehouden           |
| l.c.    | lagere categorie                 |
| –       | niet deelgenomen                 |
| G       | uitgeschakeld in de groepsfase   |
| 1R      | uitgeschakeld in de eerste ronde |
| 2R      | uitgeschakeld in de tweede ronde |
| 3R      | uitgeschakeld in de derde ronde  |
| 4R      | uitgeschakeld in de vierde ronde |
| KF      | uitgeschakeld in de kwartfinale  |
| HF      | uitgeschakeld in de halve finale |
| F       | de finale verloren               |
| W       | het toernooi gewonnen            |
| w-v     | winst/verlies-balans             |

### Prestatietabel enkelspel
| Grandslamtoernooien   |      |      |    |      |      |      |    |      |      |     |
| Australian Open       | –    | –    | –  | 1R   | 3R   | 2R   | 1R | 1R   | –    | 1R  |
| Roland Garros         | –    | –    | 2R | 2R   | 3R   | 2R   | 1R | 2R   | 2R   | 3R  |
| Wimbledon             | –    | –    | 2R | 1R   | 1R   | 1R   | 1R | 1R   | –    | 1R  |
| US Open               | 1R   | –    | 4R | 1R   | 2R   | 2R   | 1R | –    | –    | 1R  |
| ATP World Tour Finals |      |      |    |      |      |      |    |      |      |     |
| ATP World Tour Finals | –    | –    | –  | –    | –    | –    | –  | –    | –    |     |
| ATP Masters 1000      |      |      |    |      |      |      |    |      |      |     |
| Indian Wells          | –    | –    | –  | 2R   | –    | 2R   | 2R | 2R   | –    | 2R  |
| Miami                 | –    | –    | –  | 2R   | –    | 2R   | –  | 1R   | –    | 1R  |
| Monte Carlo           | –    | –    | –  | 1R   | –    | 1R   | –  | 1R   | –    | 2R  |
| Madrid                | –    | –    | –  | 1R   | –    | 1R   | –  | 1R   | –    | 1R  |
| Rome                  | –    | –    | –  | 1R   | –    | 1R   | –  | –    | –    | –   |
| Montreal/Toronto      | –    | –    | –  | 2R   | –    | 1R   | –  | –    | –    | –   |
| Cincinnati            | –    | –    | –  | 1R   | 1R   | 2R   | –  | –    | –    | –   |
| Shanghai              | –    | –    | 2R | –    | 2R   | 2R   | 1R | –    | –    | –   |
| Parijs                | –    | –    | 1R | –    | –    | 1R   | 1R | –    | –    | –   |
| Olympische Spelen     |      |      |    |      |      |      |    |      |      |     |
| Olympische Spelen     | g.t. | g.t. | 1R | g.t. | g.t. | g.t. | –  | g.t. | g.t. |     |
| Statistieken          |      |      |    |      |      |      |    |      |      |     |
| Totaal aantal titels  | 0    | 0    | 1  | 0    | 1    | 1    | 0  | 0    | 0    | 0   |
| Eindejaarsranking     | 155  | 117  | 30 | 111  | 34   | 43   | 35 | 141  | 41   | 141 |

### Prestatietabel dubbelspel
| Grandslamtoernooien   |     |      |      |      |     |      |      |
| Australian Open       | –   | 2R   | –    | 1R   | 1R  | 1R   | 1R   |
| Roland Garros         | –   | 1R   | 1R   | 1R   | 1R  | 1R   | 1R   |
| Wimbledon             | 1R  | 1R   | 2R   | 1R   | –   | –    | –    |
| US Open               | 1R  | 1R   | 1R   | 1R   | 1R  | –    | –    |
| ATP World Tour Finals |     |      |      |      |     |      |      |
| ATP World Tour Finals | –   | –    | –    | –    | –   | –    |      |
| ATP Masters 1000      |     |      |      |      |     |      |      |
| Indian Wells          | –   | 1R   | –    | –    | 1R  | –    | –    |
| Miami                 | –   | 1R   | –    | 1R   | –   | –    | –    |
| Monte Carlo           | –   | –    | –    | –    | –   | –    | –    |
| Madrid                | –   | –    | –    | –    | –   | –    | –    |
| Rome                  | –   | 1R   | –    | 1R   | –   | –    | –    |
| Montreal/Toronto      | –   | 1R   | –    | –    | –   | –    | –    |
| Cincinnati            | –   | –    | –    | –    | –   | –    | –    |
| Shanghai              | 1R  | –    | –    | –    | –   | –    |      |
| Parijs                | –   | –    | –    | –    | –   | –    | –    |
| Olympische Spelen     |     |      |      |      |     |      |      |
| Olympische Spelen     | 1R  | g.t. | g.t. | g.t. | –   | g.t. | g.t. |
| Statistieken          |     |      |      |      |     |      |      |
| Totaal aantal titels  | 0   | 1    | 1    | 1    | 0   | 0    | 0    |
| Eindejaarsranking     | 124 | 106  | 218  | 100  | 219 | 334  | 714  |